# Природжена вада
Природжена вада також відома як вроджена вада, родима вада, або природжений розлад — це аномальний стан присутній під час народження незалежно від його причини. Наслідком природжених вад може бути інвалідність, яка буває фізичною, розумовою або розвитковою. Інвалідності можуть різнитись від помірних до важких. Природжені вади поділяють на два головні типи: структурні розлади, в яких негаразди можна побачити через форми частин тіла, і функціональні, в яких присутні негаразди з тим як частини тіла працюють. Функціональні розлади охоплюють метаболічні і вироджувальні розлади. Деякі природжені вади поєднують як структурні так і функціональні розлади.
Природжені вади можуть бути наслідками генетичних або хромосомних розладів, вплив певних медикаментів або хімічних сполук чи певних інфекцій під час вагітності. Чинники ризику включають фолатну недостатність, вживання алкоголю або тютюнопаління під час вагітності, погано доглянуті діабети і мати, старша за 35 років. Вважають, що в багатьох випадках залучені кілька чинників. Природжені вади можуть бути помітні при народженні або діагностовані під час перевірки новонароджених. Багато вад можна виявити ще до народження за допомогою різноманітних пренатальних перевірок.
Лікування різниться в залежності від вади. Воно може включати терапію, ліки, операцію або допоміжні технології. Природжені вади зачипають 96 мільйонів людей станом на  2015. У США, вони трапляються у 3 % новонароджених. Як наслідок настало 628 000 смертей у 2015, що менше ніж 751 000 в 1990. Різновиди з найбільшою кількістю смертей це вроджені вади серця (303 тис.), за якими йдуть вади нервової трубки (65 тис.).

## Причини

### Вживання алкоголю
Споживання матір'ю алкоголю під час вагітності може спричинити низку різних постійних природжених вад: черепно-лицеві аномальності, пошкоджений мозок, розумову інвалідність, серцеву хворобу, аномальність нирок, відхилення скелету, зорові відхилення.
Поширення вражених дітей оцінене в щонайменше 1 % у США, а також у Канаді.
Дуже мало досліджень розглядали зв'язки між вживанням алкоголю батьками і здоров'ям дітей.
Однак, нещодавні дослідження на тваринах показали кореляцію між вживанням алкоголю батьками і зменшеною вагою при народженні. Поведінкові розлади і розлади пізнавання (когнітивні), включно зі складнощами в навчанні і запам'ятовуванні, гіперактивністю і зменшеною стресостійкістю були пов'язані з питтям алкоголю батьками. Ослаблені вміння з керування стресом у тварин чиї тати вживали алкоголь  подібні до перебільшеної відповіді на стрес, який проявляють діти з фетальним алкогольним синдромом через вживання алкоголю матір'ю. Ці природжені вади були знайдені у випадках як коротко- так і довгострокового пиття алгокоголю батьками. У тому самому дослідженні, вживання алгоколю батьками збігалось зі значними відмінностями в розмірах органів і збільшеному ризику того, що потомство проявить вентрикулосептальні дефекти при народженні.

### Токсичні речовини
Речовини, токсичність яких може спричинити природжені розлади називаються тератогенами і вони охоплюють певні фармацевтичні і рекреаційні ліки, а також багато токсинів навколишнього середовища.
Огляд оприлюднений у 2010 році визначив шість основних тератогенних механізмів пов'язаних з використанням ліків: антифолати, порушення клітин нервового гребня, руйнівання ендокринної системи, окислювальний стрес, порушення кровоносних судин і особливий рецепторно- або ензимноопосердкований тератогенезіс.
Приблизно 10 % всіх вроджених вад спричинені допологовим впливом тератогенних агентів. Цей вплив включає вплив ліків і наркотиків, материнські інфекції і хвороби і вплив навколишнього і робочого середовищ. Куріння батьків також було пов'язане зі збільшеним ризиком родових вад і дитячого раку, коли батьківська зародкова лінія руйнується окисленням через уживання цигарок. Тератогеноспричинені родові вади потенційно відворотні. Близько 50 % вагітних вживали щонайменше одні ліки під час вагітності. Під час вагітності жінки також можуть потрапити під дію тератогенів зі забрудненого одягу або токсинів зі сім'яної рідини партнера. Додаткове дослідження виявило, що з 200 осіб відправлених на генетичну консультацію щодо потрапляння під тератогенний вплив, 52 % зазнали впливу більше ніж одного потенційного тератогена.
Агенція з охорони довкілля США у межах програми ToxCast (частина CompTox Chemicals Dashboard) дослідила 1065 хімічних і наркотичних речовин використовуючи in silico моделювання і оснований на людських плюрипотентних стовбурових клітинах біоаналіз, щоб передбачити in vivo розвиткові інтоксиканти виходячи зі змін клітинного обміну речовин, що відбувалися після впливу хімічних речовин. Висліди були оприлюднені у 2020 році і показали, що 19 % з 1065 хімікатів породили передбачення розвиткової токсичності.

#### Медикаменти і добавки
Імовірно, найвідоміший тератогенний препарат — талідомід. Його розробили наприкінці 1950-х у Chemie Grünenthal як снодійний і протиблювотний засіб. Через його здатність запобігати нудоті, його виписували вагітним жінкам у приблизно 50 країнах по всьому світу між 1956 і 1962. Допоки Вільям Макбрідж не оприлюднив дослідження, яке призвело до усунення його з ринку в 1961, народилось приблизно від 8000 до 10000 сильно погано сформованих дітей. Найпоширеніші розлади спричинені талідомідом — зменшення довгих кісток кінцівок. Фокомелія, в інших випадках рідкісна деформація, допомогла розпізнати тератогенний вплив нових ліків. Серед інших спотворень спричинених талідомідом були такі, що зачіпали вуха, очі, мозок, нирки, серце, шлунково-кишковий тракт і дихальні шляхи; 40 % допологово вражених дітей померли незадовго після народження. А що талідомід насьогодні використовують як ліки проти мієломної хвороби і прокази, було описано декілька народжень уражених дітей хоча й існує сувора вимога використання протизаплідних засобів серед пацієнтів жіночої статі, які вживають його.
Вітамін A — єдиний вітамін, який ембріотоксичний навіть у терапевтичних дозах, наприклад у мультивітамінах, бо його метаболіт, ретиноєва кислота, відіграє важливу роль як сигнальна молекула в розвитку декількох тканин і органів. Його природний прекурсор, бета-каротин, вважається безпечним, тоді як споживання тваринної печінки може призвести до вад розвитку, бо печінка містить ліпофільні вітаміни, включно з ретінолом. Ізотретиноїн, аналог вітаміну А, який часто використовують для лікування складних випадків акне, це настільки сильний тератоген, що лише одна його доза прийнята вагітною (навіть крізь шкіру) може спричинити серйозну природжену ваду. Через цей вплив, більшість країн мають запобіжники, які забезпечують те, що ці ліки не отримують вагітні і, що пацієнти усвідомлюють важливість уникання вагітності під час і щонайменше один місяць після лікування. Медичні настанови також вказують на те, що вагітні жінки мають обмежити споживання вітаміну А приблизно 700 мікрограмами на день, бо він має тератогенний потенціал якщо споживається в надлишку. Вітамін А і подібні речовини можуть призводити до мимовільних абортів, дострокових пологів, вад очей (мікрофтальмія), вух, тимуса, деформацій обличчя і нейрологічних (гідроцефалії, мікроцефалії) та серцево-судинних вад, а також до олігофренії.
Тетрациклін, антибіотик, ніколи не можна призначати жінкам репродуктивного віку чи дітям через його негативний вплив на мінералізацію кісток і зубів. Як наслідок дефектного розвитку  як дентину так і емалі «тетрациклінові зуби» мають коричневий або сірий колір.
Декілька протисудомних препаратів знані високою тератогенністю. Фенітоїн, також знаний як дифенілгідантоїн, разом з карбамазепіном, відповідальні за гідантоїновий синдром плоду, який зазвичай охоплює широку основу носа, розщеплену губу і/або піднебіння, мікроцефалію, гіпоплазію нігтів і пальців, внутрішньоматкові обмеження зростання і розумову інвалідність. Триметадіон застосований під час вагітності відповідальний за синдром триметадіону плоду, характеризується черепно-лицевими, серцево-судинними, нирковими, хребтовими вадами розвитку, а також затримкою ментального і фізичного розвитку. Вальпроєва кислота має антіфолатні наслідки, що призводять до вад пов'язаних зі закриттям нервової трубки, як-от розщеплення хребта. Нещодавно нижчий коефіцієнт інтелекту і аутизм були оголошені наслідками внутрішньоматкового впливу вальпроєвої кислоти.
Гормональна контрацепція вважається безпечною для ембріона. Однак, Петерка і Новотна стверджують, що синтетичний прогестин уживаний раніше для запобігання викидню часто спричиняв маскулінізацію зовнішніх органів відтворення новонароджених дівчат через його андрогенну діяльність. Діетилстильбестрол — це синтетичний естроген використовуваний з 1940-х до 1971, коли допологове лікування ним було пов'язане зі світлоклітинною аденокарциномою вагіни. Наступні дослідження показали підвищений ризик інших пухлин і вроджених вад статевих органів для обох статей.
Усі цитостатики (пригнічувачі росту і множення клітин) це сильні тератогени; якщо під час чи перед хімієтерапією виявляють вагітність, то зазвичай радять аборт. Аміноптерин, препарат-цитостатик з наслідками протилежними фолієвій кислоті, використовували в 1950-х і 1960-х, щоб викликати терапевтичні аборти. Іноді, переривання вагітності не відбувалось, але новонароджені мали фетальний аміноптериновий синдром, який проявлявся в сповільненні зростання, краніосиностозі, гідроцефалії, лицевих  дисморфіях, розумовій інвалідності або деформаціях ніг.

#### Токсичні речовини
Питна вода часто виступає середовищем, через яке мандрують шкідливі токсини. Важкі метали, нітрати, нітрити і фториди можуть переноситись у воді і спричиняти природжені розлади.
Нітрати, які знаходять здебільшого в питній воді зі земляних джерел, це потужний тератоген. У дослідженні «випадок-контроль» у сільській Австралії, яке провели після частих звітів про допологову смертність і природжені вади, знайшли, що ті хто пили підземні води з вмістом нітратів, а не дощову воду, мали ризик народити дітей з розладами центральної нервової системи, кістково-м'язовими вадами і вадами серця.
Хлоровані та ароматичні розчинники, такі як бензол і трихлоретилен, іноді потрапляють у водопостачання через помилки в утилізації відходів. У дослідженні типу «випадок-контроль» у цій царині знайшли, що до 1986 серед дітей у Вуберні штату Массачусетс лейкемія траплялась у чотири рази частіше ніж очікуваний рівень захворюваності. Дальше розслідування виявило зв'язок між високою частотою лейкемії і помилкою в подачі води, через яку в місто надходила вода зі значним забрудненням виробничими відходами, що містили трихлоретилен.
Було показано, що як руйнівник ендокринної системи, ДДТ спричиняє викидні, втручається в розвиток жіночої статевої системи, призводить до врожденого гіпотиреозу і, як підозрюють, до дитячого ожиріння.
При перенесенні водою у великих кількостях фторид може діяти як тератоген. Два звіти з Китаю про підпадання під дію фториду показують, що діти народжені в батьків, які підпали під дію 4,12 ppm фторида, виростали з в середньому на 7 балів нижчим IQ ніж їхні однолітки від батьків, що споживали воду, що містила 0,91 ppm фториду. У дослідженнях проведених на пацюках, вищі рівні фториду в питній воді призводили до збільшеного рівню ацетилхолінестерази, які можуть змінити допологовий розвиток мозку. Найзначущіший вплив було помічено при рівні 5 ppm.
Утробний плід навіть більше сприйнятливий до споживання чадного газу, вдихання якого може буди шкідливим під час вагітності, зазвичай через активне чи пасивне куріння. Зосередження чадного газу в немовля народженого в матері, що не курить становить близько 2 % і цей показник різко зростає до проміжку 6–9 % якщо мати курить тютюн. Інші можливі джерела допологової інтоксикації чадним газом це вихлопні гази з двигунів внутрішнього згоряння, використання дихлорометану (розріджувач фарби, видалячі лаків) у закритих приміщеннях, поламані газові нагрівачі води, барбекю в приміщенні, відкритий вогонь в погано провітрюваних зонах і вдихання повітря в дуже забруднених зонах. Вплив токсичного рівня чадного газу під час перших двох триместрів вагітності може призвести до внутрішньоутробного обмеження зростання, призводячи до дитини, яка менша ніж 90 % інших дітей того самого гестаційного віку. Вплив хронічного впливу чадному газу може залежати від стадії вагітності в якій перебувала мати. Вплив під час ембріональної стадії може мати неврологічні наслідки, такі як теленцефальний дисгенез, поведінкові складнощі в дитинстві і зменшення об'єму мозочка. Також можливі вади скелету в наслідок впливу чадного газу під час ембріональної стадії, як-от вади руки і ноги, дисплазія кульшового суглоба, підвивих стегна, агенезія кінцівки і нижня атрезія верхньої щелепи з глосоптозом. Також впливя чадного газу між 35 і 40 днями розвитку ембріона може призвести до підвищеного ризику розвитку вовчої пащі. Вплив чадного газу чи озону може призвести до серцево-судинних вад міжшлуночкової перегородки, легеневої артерії і клапанів серця. Вплив чадного газу зменшується під час стадії плоду, але все одно може призвести до гіпоксичної енцефалопатії.
Промислові забруднення також можуть призвести до розвиткових вад. Більш ніж 37 років тому корпорація Chisso, нафтохімічне і пластикове підприємство, забруднило води затоки Мінамата 27-ма тоннами метилртуті, спричинивши забруднення питної води. Як наслідок цього, в багатьох людей у цій області розвинулость те, що стало відомим як «хвороба Мінамата». Через те що метилртуть це тератоген, отруєння ртуттю тих хто мешкав біля затоки мало наслідком неврологічні вади в дітей. Немовлята, що отримали отруєння ртуттю внутрішньоутробно проявили схильність до дитячого церебрального паралічу, атаксії, сповільненого психомоторного розвитку і розумової інвалідності.
Було показно, що місця сміттєзвалищ мають шкідливий вплив на розвиток плоду. Обширне дослідження показало, що сміттєзвалища мають кілька чинників, що спричиняють шкідливі впливи на немовлят народжених у матерей, що живуть поблизу сміттєзвалищ: низька вага при народженні, природжені вади, мимовільні аборти і смертність плоду і дитини. У досліджені проведенім довкола Лав-Каналу, що розміщений неподалік Ніагарського водоспаду і смітнища Ліпарі в Нью-Джерсі, було показано вищий відсоток новонароджених з низькою вагою ніж у громадах далі від сміттєзвалищ. Дослідження зроблене в Каліфорнії показало додатну кореляцію між часом і кількістю звалення і низькою вагою при народженні і смертністю новонароджених. Дослідження з Великобританії показало кореляцію між вагітними жінками, що мешкають поблизу звалищ і збільшеним ризиком природжених розладів, таких як вади нервової трубки, гіпоспадія, епіспадія і вади стінки живота, такі як гастрошизис і екзомфалос. Дослідження проведене в Уельсі показало підвищену захворюваність на гастрошизис. Інше дослідження в 21 європейському ризикованому сміттєзвалищі показали, що люди, які мешкають в межах 3-х км мають підвищений ризик народження дітей з родовими вадами і, що зі збільшенням відстані від смітнища ризик зменшується. Ці родові вади охоплювали вади нервової трубки, вади серцевих перегородок, аномалії артерій і вен і хромосомні аномалії. Дивлячись на громади, що живуть поруч зі смітнищами постає питання довкільної справедливості. Переважна більшість звалищ розташовані неподалік бідних громад.
Інший негаразд пов'язаний з довкільною справедливістю це отруєння свинцем. Підпадання плоду під вплив свинцю під час вагітності може призвести до складностей з навчанням і сповільненого зростання. Деякі фарби (до 1978) і труби містили свинець. Як наслідок, вагітні, що мешкали в будинках зі свинцевмісними фарбами вдихали пил, що містив свинець, що зумовлювало вплив на плід свинцю. Свинцеві труби використовують для питної і кухонної води, цю воду споживають разом зі свинцем, через що цей токсин також впливає на плід. Цей негаразд поширеніший у бідних громадах, бо сім'ї з більшим достатком можуть собі дозволити перефарбувати будинки і оновити труби.

### Куріння
Куріння батьків до зачаття було пов'язане зі збільшеним ризиком природжених аномалій у дітей.
Куріння зумовлює мутації ДНК у зародковій лінії батька, які можуть бути успадковані нащадками. Сигаретний дим діє як хімічний мутаген на ДНК зародкових клітин. Ці клітини зазнають окислювального пошкодження, і наслідки можна побачити в зміненому виробництві мРНК, проблемах безпліддя та побічних ефектах на ембріональних і фетальних стадіях розвитку. Це окислювальне пошкодження може мати наслідком епігенетичні або генетичні зміни зародкової лінії батька. Лімфоцити плоду бували пошкоджені внаслідок куріння батька до зачаття.
Було встановлено, що існує кореляція між курінням батьків і підвищеним рівнем розвитку дитячого раку в дітей до п'яти років (зокрема лейкозу, пухлин головного мозку і лімфоми). Поки що мало відомо про те, як куріння батьків пошкоджує плід і який саме проміжок часу коли батько курить найзгубливіший для нащадків.

### Інфекції
Перинатальні інфекції це інфекції спричинені бактеріями, вірусами або, рідше, паразитами переданими прямо від матері ембріону, плоду або дитині під час вагітності чи пологів.
Спочатку вірили, що природжені розлади це наслідок винятково спадкових чинників. Однак, на початку 1940-х, австралійський педіатр-офтальмолог Норман Грег почав помічати, що в немовлят, що надходили до нього на операції, природжена катаракта розвивалась частіше ніж у тих, які набули її внаслідку спадкових чинників. 15 жовтня 1941 року, Грег подав роботу, яка пояснювала його знахідки — 68 з 78 дітей з природженою катарактою внутрішньоутробно підпали під дію краснухи через спалах захворювання в таборах австралійської армії. Ці дані підтвердили Грегові, що насправді могли існувати довкільні чинники для природжених розладів.
Відомо, що краснуха зумовлює аномальності ока, внутрішнього уха, серця й іноді зубів. Точніше, вплив краснухи на плід від п'ятого до десятого тижнів розвитку (особливо на шостому тижні) може спричинити катаракти і мікрофтальмію. Якщо мати інфікована краснухою під час дев'ятого тижня, ключового для розвитку середнього вуха, може відбутись руйнування кортіїва органу, яке спричиняє глухоту. У серці, після народження може залишитись відкрита артеріальна протока, призводячи до гіпертензії. Краснуха також може призвести до вад міжпередсердної та міжшлуночкової перегородок у серці. При зараженні краснухою у другому триместрі у плода можуть розвинутися вади розвитку центральної нервової системи. Однак, через те що краснуха в матері може залишатись невиявленою, неправильно діагностованою або нерозпізнаною і/або деякі відхилення не очевидні аж до пізнішого часу в житті дитини, точна частота природжених вад через краснуху не цілком відома. Часові рамки інфекції у матері під час розвитку плоду визначають ризик і види вроджених вад. З розвитком зародку, ризик відхилень зменшується. У разі підпадання під дію краснухи в перші чотири тижні, ризик пороків становить 47 %. Вплив вірусу під час від п'ятого до восьмого тижнів створює шанс у 22 %, тоді як у випадку тижнів 9–12, існує шанс у 7 %, і далі 6 % у разі підпадання під вірус з 13-го по 16-й тиждень. Присутність вірусу під час перших восьми тижнів розвитку також може призвести до передчасних пологів і смерті плоду. Ці числа були обчислені з оглядів немовлят негайно після народження. Отже, розумові вади не були підраховані, бо вони стають очевидними лише згодом. Якщо б вони були включені, то ці числа були б значно вищими.
Інші інфекційні агенти охоплюють цитомегаловірус, вірус простого герпесу, гіпертермія, токсоплазмоз і сифіліс. Якщо мати хворіє на цитомегаловірус, то це може спричинити мікроцефалію, церебральні кальцифікації, сліпоту, хоріоретиніт (який може призвести до сліпоти), гепатоспленомегалію і менінгоенцефаліт у плоду. Мікроцефалія це розлад, за якого плід має нетипово маленьку голову, церебральні кальцифікації означають, що певні ділянки мозку мають нетипові відкладення кальцію, а менінгоенцефаліт 
це збільшення мозку. Всі три розлади спричиняють ненормальну роботу мозку або розумову інвалідність. Гепатоспленомегалія це збільшення печінки і селезінки, яке спричиняє негаразди перетравлювання. Вона також може зумовити ядерну жовтяницю і петехію. Ядерна жовтяниця призводить до жовтої пігментації шкіри, пошкодження мозку і глухоти. Петехія це коли кровоточать капіляри через, що на шкірі з'являються червоні/фіолетові плями. А цитомегаловірус часто смертельний для зародка. Також мати може передати своїй дитині вірус Зіка, який може спричинити мікроцефалію.
Вірус простого герпесу може зумовити мікроцефалію, мікрофтальмію (аномально маленькі очні яблука), дисплазію сітківки, гепатоспленомегалію і розумову інвалідність. І мікрофтальмія, і дисплазія сітківки може призвести до сліпоти. Однак, найпоширеніший симптом у новонароджених це запалення, яке розвивається впродовж перших трьох тижнів життя. Гіпертермія спричиняє аненцефалію, тобто коли частина мозку і черепа відсутні в новонародженого. Вплив токсоплазмозу на матір може спричинити церебральні кальцифікації, гідроцефалію (призводить до ментальної інвалідності) і розумову інвалідність у немовлят. Також були вказані й інші природжені аномалії, такі як хоріоретиніт, мікрофтальмія і очні вади. Якщо дістається до зародку, то сифіліс спричиняє природжену глухоту, розумову інвалідність і дифузний фіброз в органах, таких як печінка і легені.

### Погане харчування
Наприклад, нестача фолієвої кислоти, вітаміну Б, у дієті матері може призвести до дефектів клітинної нервової трубки, що має наслідком розщеплення хребта. 72 % природжених розладів, таких як дефекти нервової трубки, можна запобігти, якщо мати споживатиме 4 мг фолієвої кислоти перед зачаттям і після дванадцяти тижнів вагітності. Фолієва кислота або вітамін Б допомагають розвитку нервової системи плоду.
У дослідженнях з мишами було виявлено, що позбавляння їжі самців перед зачаттям призводило до появи потомства зі значно нижчими рівнями глюкози в крові.

### Фізичні обмеження
Зовнішні фізичні поштовхи або скутості через зростання в обмеженному просторі можуть мати наслідком небажані спотворення або відокремлення клітинних структур, призводячи до аномальної кінцевої форми або до пошкоджених структур нездатних функціонувати як очікувалось. Наприклад, синдром Потера через маловоддя. Ця знахідка важлива для майбутнього розуміння того, як генетика може спричиняти вразливість особин перед такими хворобами як ожиріння, діабети і рак.
Для багатоклітинних організмів, які розвиваються в матці, фізичне втручання або присутність інших організмів, що розвиваються подібним чином, як-от близнюків, може призвести до об'єднання двох клітинних мас в одне більше ціле так, що поєднані клітини намагаються продовжити розвиток відповідно до закладених шаблонів розвитку обох клітинних мас. Ці дві клітинні маси можуть змагатись одна з одною і можуть або повторювати, або зливати різні структури. Це призводить до станів, таких як сіамські близнюки, а утворений злиттям організм може загинути під час пологів, коли він мусить покинути підтримувальне середовище матки, щоб підтримувати свої біологічні процеси незалежно.

### Генетика
Генетичні причини природжених вад охоплюють спадкування аномальних генів від матері чи батька, а також нові мутації в одній зі зародкових клітин, з яких утворюється плід. Чоловічі зародкові клітини мутують значно швидше ніж жіночі зародкові клітини і, зі старішанням батька, ДНК зародкових клітин мутує швидше. Якщо яйцеклітина запліднена спермою, яка має пошкоджену ДНК, існує можливість того, що плід розвиватиметься ненормально.
Всі генетичні хвороби природжені (присутні під час народження), хоча вони можуть не проявлятись і не бути розпізнаними якийсь час. Генетичні хвороби можна згрупувати в одногенні вади, багатогенні розлади або хромосомні вади. Одногенні вади можуть постати з аномальностей в обох копіях автосомного гена (рецесивний розлад) або лише в одній з двох копій (домінантний розлад). Деякі стани появляються внаслідок видалень чи ненормальностей кількох генів розташованих суміжно на хромосомі. У хромосомних вадах має місце втрата або дублювання більшої частини хромосоми (або всієї хромосоми), що містить сотні генів. Великі хромосомні аномалії завжди впливають на багато різних частин тіла і систем органів.

### Неладна сперма
Негенетичні вади клітин сперми, такі як деформовані центріоліі та інші складники хвоста і шийки сперматозоїда, які важливі для розвитку зародку, можуть зумовити вади.

### Соціоекономіка
Через низький соціоекономічний статус (CEC) в поганому районі людина може зазнати «довкільних стресорів і чинників ризику». Соціоекономчну нерівність зазвичай виміріють за допомогою індексу Карстейрс-Моріса, індексу складеної нестачі, індексу нестачі Таунсенда і індексу Джармана. Індекс Джармана, наприклад, розглядає «безробіття, перенаселення приміщень, батьків-одинаків, дітей до п'яти років, літніх людей, що живуть самі, етнічність, низький соціальний клас і зміну адреси за попередній рік». У мета-аналізі проведеному Vos ці індекси були використані, щоб побачити вплив місцевостей з низьким СЕС на материнське здоров'я. У цьому мета-аналізі, були зібрані дані з різних досліджень з 1985 до 2008. У Vos дійшли висновку, що присутня кореляція між допологовими напастями і гіршими районами. Інші дослідження показал, що низький СЕС тісно пов'язаний з розвитком плоду в матці і затримкою зростання. Дослідження також підводять до думки, що діти народжені в сім'ях з нижчим СЕС «імовірно народяться передчасно, з маленькою вагою або асфіксією, природженою вадою, інвалідністю, алкогольним синдромом плоду чи СНІДом». Бредлі і Корвін припустили, що природжені розлади постають від неправильного харчування матері, нездорового способу життя, токсикоманії матері і «проживання в місцевосці, що містить небезпеки, що впливають на розвиток плоду (смітнища токсичних відходів)». Один мета-аналіз, що розглядав як нерівність впливає на здоров'я матері, припустив, що кепські місцевості часто заохочували поведінки на штиб куріння, вживання алкоголю і наркотиків. Був показаний зв'язок між соціоекономічними чинниками і етнічністю і такими наслідками як перинатальна смертність і передчасні пологи.

### Радіація
Не було знайдено статистично довідного збільшення природжених вад серед пізніше зачатих дітей у тих, хто вижив після ядерного бомбардування Хіросіми і Нагасакі, кого знають як Хібакуся, чи пережив рак, пройшовши променеву терапію.
Вижилі жінки Хіросіми і Нагасакі, які були здатні зачати, хоча й зазнали суттєвої кількості радіації, пізніше мали дітей без збільшення кількості аномальностей/природжених вад порівняно з населенням Японії вцілому.
Існує порівняно мало досліджень щодо впливу опромінення батьків на дітей. Слідом за чорнобильською катастрофою, у 1990-х було прирущено, що зародкова лінія опромінених татів зазнала мутацій мінісателітів у ДНК, які успадкували нащадки. Однак, останнім часом, ВООЗ заявила, що  «діти зачаті до чи після опромінення їхніх татів не отримали статистично значущої різниці в частоті мутацій». Це статистично незначуще збільшення також побачили незалежні дослідники аналізуючи дітей ліквідаторів. Дослідження на тваринах показали, що незрівнянно масивніші дози рентгенівського опромінення самців мишей спричиняли природжені вади в нащадків.
У 1980-х, відносно велике поширення педіатричної лейкемії в дітей, що мешкали поруч атомного переробного заводу в Західній Камбрії, Великобританія, примусили дослідників розслідувати чи не був рак наслідком впливу на батьків радіації. Був установлений значний зв'язок між опроміненням батьків і дитячим раком, але дальші дослідження місцевостей близьких до інших атомних переробних заводів не дали таких самих вислідів. Пізніше це було названо Сіскейлівським кластером, в якому провідна гіпотеза полягала в напливі іноземних працівників, які мали відмінний відсоток настання лейкемії в їхній расі ніж середній британець, що спричинило появу кластера, де було на 6 дітей більше ніж очікувано.

### Вік батьків
Певні природжені ускладнення можуть відбуватись частіше в пізнішому материнському віці (більшому ніж 35 років). Ускладнення охоплюють обмеження зростання плоду, прееклампсію, відшарування плаценти, дострокові пологи і мертвонародження. Ці ускладнення можуть створити ризик не тільки для дитини, але й для матері.
Вплив віку батька на нащадків поки, що не достатньо добре зрозумілий і менш глибоко досліджений ніж вплив віку матері. Тати вносять своїм дітям пропорційно більше мутацій ДНК через статеві клітини ніж матері, вік батька визначає те, як багато мутацій буде передано. Причина в тому, що зі старінням, чоловічі статеві клітини набувають мутацій значно швидше ніж жіночі статеві клітини.
Було знайдено, що приблизно 5 % збільшення захворюванності на вроджені вади серця, ваду міжпередсердної перегородки і відкриту артеріальну протоку в дітей корелює зі старшим віком батьків. Пізніший вік батьків також пов'язали з ризиком ахондроплазії і синдрому Аперта. Нащадки народжені у татів молодших 20 років показали збільшений ризик настання вади міжпередсердної перегородки, відкритої артеріальної протоки і тетради Фалло. Є припущення, що це може відбуватись через довкільні чинники або вибір стилю життя.
Дослідження показали, що присутня кореляція між старшим віком батьків і ризиком природжених вад таких, як дисмелія, синдроми, що охоплюють декілька систем і синдром Дауна. Нещодавні дослідження дійшли висновку, що від 5 до 9 відсотків випадків синдрому Дауна спричинені віком батьків, але ці висліди суперечливі.
Є чіткі свідчення того, що більший вік матері пов'язаний з імовірністю того, що станеться викидень або перинатальна смерть.

### Невідомі
Хоча й маємо значний поступ у визначенні походження деяких природжених вад, приблизно 65% не мають відомої або впізнанної причини. Про такі кажуть, що вони спорадичні, такий термін має на увазі невідому причину, випадкове настання незалежно від умов проживання матері і з низький ризик повторення в майбутніх дітей. Видається, що для 20-25 % аномалій причина «багаточинникова», що означає складну взаємодію багатьох незначних генетичних аномалій з довкільними чинниками ризику. Ще 10–13 % аномалій мають чисто довкільні причини (наприклад, інфекції, хвороби або зловживання ліками чи наркотиками матір'ю). Лише 12–25 % аномалій мають винятково генетичну причину. Серед них, більшість це хромосомні аномалії.